# 地球連合軍の機動兵器
地球連合軍の機動兵器では、『機動戦士ガンダムSEED』を初めとする「C.E.（コズミック・イラ）」作品に登場するモビルスーツ (MS) とモビルアーマー (MA) の内、地球連合軍陣営の兵器について解説する。

## MS

### 試作機

#### G兵器開発計画（大西洋連邦）
アニメーション『機動戦士ガンダムSEED』作中世界観における第1次連合・プラント大戦の地球連合軍の試作MS開発計画であり、作中では第1～2話において中立国であるオーブ連合首長国と、地球の国家である大西洋連邦との間で計画が進められたこと、第12話において作中の登場人物であるデュエイン・ハルバートンがその責任者であったことが語られている。
設定上は「G計画」とも記述される。公式年表においてはC.E.69年に行われた戦闘によって連合部隊がザフトの新機軸兵器であったMS「ジン」に敗北した事を受け、当時大佐であったハルバートンに地球連合軍内でのMS開発を上申するも却下、その後、一部議員の援助を受け計画が極秘裏に進行し、C.E.70年7月～9月の間にオーブとの共同開発という形で本格的に開始されたとしている。外伝作品『機動戦士ガンダムSEED ASTRAY』では、自国内でのMS開発に行き詰まっていたオーブにおいて、その氏族であるサハク家が連合が民間企業からも技術の収集を行っていた事に着目し、モルゲンレーテ社を窓口に、連合のMS技術を入手する目的で接近した一幕が描かれている。

##### 初期GAT-Xシリーズ
地球連合所属国家の大西洋連邦が、オーブ連合首長国のモルゲンレーテ社との共同で開発した新型試作MS群で、開発計画の提唱及び責任者はデュエイン・ハルバートン提督。当初は大西洋連邦独力によるプロジェクトであったが、C.E.70年7月12日、戦局の膠着状態を受け、計画進捗の促進を目的に、オーブ連合首長国の国営企業モルゲンレーテ社との共同開発に変更、また、開発するMSの運用母艦の建造も並行しておこなう事になった。
この機体群は、全機が特殊装甲のPS装甲を採用しており、携行装備が実弾を中心としていたザフトのMSの攻撃を無力化する事が可能だった。また、機体に使用されているフレームも工夫が行われており、通常の「X100番台フレーム」、100番台フレームに特殊機能を付加させた「X200番台フレーム」、航空形態等への可変機構の搭載を前提とした「X300番台フレーム」の3タイプに分けられている。そのうえで新型の低電力高出力ジェネレーターの実用化によって小型化されたビーム兵器を搭載しており、標準装備で既に艦船をも撃沈する攻撃力を有している。
G兵器の「G」とは、「Genesis」及び「Genocide」の頭文字である。
G兵器の「G」はOSの頭文字でもあり、通常は「G」、もしくは「Xナンバー」と呼ばれ、5機の機体には、G.U.N.D.A.M.（General Unilateral Neuro-Link Dispersive Autonomic Maneuver Synthesis System＝単方向の分散型神経接続によって自律機動をおこなう汎用統合性システム）と呼ばれるOSが搭載されている。型式番号のGATは、「Gressorial Armament Tactical＝戦術装脚兵装」の略で、Xは試作機を表している。尚、GAT-Xシリーズでは機体のシリアルナンバーのうちデュエル以前の101やバスターとストライクの間に値する104など、番号が飛び飛びで欠番になっているが、これはシミュレーション止まりで実機製作に至らなかった機体もカウントしているからである。この一連の機体群は、資料によって「初期GAT-X」、「前期GAT-X」とも記述される。
開発されたG兵器
- GAT-X102 デュエル
- GAT-X103 バスター
- GAT-X105 ストライク
- GAT-X207 ブリッツ
- GAT-X303 イージス

別系統で開発
- GAT-FJ108 ライゴウ

アクタイオン・プロジェクトで開発されたストライクEのデータを元にフジヤマ社が独自改良し開発した機体。

##### 後期GAT-Xシリーズ
国防産業複合体の理事を務めるムルタ・アズラエルの支援のもと開発された試作機群。初期GAT-Xシリーズからの最大の変更点は装甲に改良型PS装甲である「トランスフェイズ装甲」を採用した事である。被弾時にのみフェイズシフトが自動かつ時限的に展開されることで電力消費が大幅に節約されるため、出力の高いビーム兵器の積載が可能となった。
初期GAT-X(前期GAT-X)の設計が完了した段階で第二世代機として設計がスタート。特殊化し過ぎた機体は量産機用に開発されたナチュラル用OSでは十分には制御出来ず、投薬や手術などで強化されたブーステッドマンの搭乗を前提とした機体となっている。一方で、一連の機体群の派生機ではその他のパイロットが搭乗したものも存在する。
資料によって「第2期GAT-X」とするもの、「後期GAT-X」とするものが存在する。
後期GAT-Xシリーズの機体
- GAT-X131 カラミティ
  - GAT-X130 エールカラミティ
  - GAT-X133 ソードカラミティ
- GAT-X252 フォビドゥン
  - GAT-X255 フォビドゥンブルー
- GAT-X370 レイダー

##### アクタイオン・プロジェクト
地球連合軍第81独立機動群ファントムペインがアクタイオン・インダストリー社を中心とした複数企業の技術協力を受け推進したエースパイロット用カスタムMS開発計画―通称「アクタイオン・プロジェクト」の成果の1つとして生み出された機体群。
C.E.72年に締結されたユニウス条約は、地球連合・ZAFT双方のMS開発に多大なる影響を与えた。具体的には、ニュートロンジャマーキャンセラーの軍事目的への使用禁止及び国力に応じた軍備の制限などである。核動力を装備した新型機の開発・配備を行おうとしていたファントムペインも、地球連合軍の一部である以上、この条約からは逃れられず、方針転換を余儀なくされた。その結果、エースパイロット専用の高性能MSを開発する計画「アクタイオン・プロジェクト」が発足した。
アクタイオン・プロジェクトにおいては、豊富な運用データが有り、当時の最先端技術を用いて開発されていた初期GAT-Xシリーズが選択された。計画の概要として、まずヘリオポリス製Gの設計データを元にそのまま5機のGを建造、そしてこれらの機体を部隊内で特に素養の高いパイロットに与え、度重なる運用試験（実戦含む）を行った。量子コンピュータにより高度なシミュレーションが可能となっているC.E.の年代において、あえてパイロットを搭乗させた運用試験を実施したのは、より実戦的なデータを取る事を重要視したためとされている。この一連の流れで改装された機体がストライクノワール、ヴェルデバスター、ブルデュエル、ロッソイージス、ネロブリッツとなる。
その後の外伝作品『機動戦士ガンダムSEED DESTINY ASTRAY R』においては、作中の登場人物である。ヴァレリオ・ヴァレリが計画を半ば私物化して極秘製造させた機体として、オーブ製のプロトアストレイや、カラミティなどの第2期GAT-Xシリーズの改装機が作られている。
プロジェクト機
- 第1期GAT-X系
  - GAT-X1022 ブルデュエル
  - GAT-X103AP ヴェルデバスター
  - GAT-X105E ストライクE
    - GAT-X105E+AQM/E-X09S ストライクノワール

  - GAT-X207SR ネロブリッツ
  - GAT-X303AA ロッソイージス
- 第2期GAT-X系
  - GAT-X131B ブラウカラミティ
  - GAT-X252R ロートフォビドゥン
  - GAT-X370G ゲルプレイダー
- アストレイ系
  - MBF-P0X アストレイノワール
  - MBF-02VV ターンレッド

#### X計画（ユーラシア連邦）
ユーラシア連邦が独自のMS開発計画「X計画」に基づき、アクタイオン・インダストリー社と共同開発した機体。
- CAT1-X（1〜3）/3 ハイペリオン

#### その他
- GFAS-X1 デストロイ

### 量産機

#### GATシリーズ
- デュエル系
  - GAT-01D ロングダガー
    - GAT-01D1 デュエルダガー
- バスター系
  - GAT-A01/E2 バスターダガー
- ストライク系
  - GAT-01 ストライクダガー
    - GAT-01A1 105ダガー
      - GAT-01A2R スローターダガー

    - GAT-02L2 ダガーL

  - GAT-04 ウィンダム
- ブリッツ系
  - GAT-SO2R NダガーN
- フォビドゥン系
  - GAT-706S ディープフォビドゥン
    - GAT-707E フォビドゥンヴォーテクス
- レイダー系
  - GAT-333 レイダー制式仕様
- ガイア系
  - GAT-X399/Q ワイルドダガー

#### CATシリーズ
- ハイペリオン系
  - CAT1-XG（1〜12）/12 ハイペリオンG
    - CAT1-VGR ハイペリオンGR
    - CAT1-VGL ハイペリオンGL

## MA

### 試作機

#### 汎用試作型MA

##### メビウス・ゼロ
- TS-MA2mod.00 メビウス・ゼロ
  - TA-MA4F エグザス

#### 大型試作型MA

##### ペルグランデ
外伝『SEED ASTRAY』に登場。アズラエル財団傘下の軍事企業によって開発された巨大試作MA。
上部の3基のドラグーン・システムと、下部の3つのパイロットが搭乗するブロックからなるほぼ同型の6つのパーツと中央部のコアから構成されており、それぞれのパーツは分離が可能となっている。
ドラグーンシステムの制御には脳に外科的手術による共有化処置が施されたパイロット3人を必要とし、それぞれがX軸、Y軸、Z軸を担当する事で、システム運用が可能なレベルまで擬似的に空間認識力を高めている。ペルグランデ (PERGRANDE) は、ラテン語で「巨大」の意。

###### 武装（ペルグランデ）
ドラグーン・ユニット
ペルグランデのコア・ユニット上部に3基装備する。分離してオールレンジ攻撃が可能。
有人ユニットとは異なり、下部に砲身状のパーツが追加されている。
有人ユニット
ペルグランデの下部に3基取り付けられている。ここにパイロットが搭乗しているが、分離すると3人による空間認識力が使用出来なくなり、緊急時以外は分離しない。
コア・ユニット
ペルグランデの中枢部であり、ここに核エンジンとニュートロンジャマーキャンセラーが内蔵されている。

###### 劇中の活躍
『ASTRAY B』においてはアズラエル財団の保有する軍事衛星の防衛に配備されており、ブルーフレームセカンドLと交戦するが、至近距離からローエングリンランチャーの攻撃を受け撃墜された。
『DESTINY ASTRAY』では、マティスの本拠地である宇宙要塞に多数配備されていたが、ブルーフレームセカンドLとドレッドノートイータの共同作戦によって全て破壊された。

##### ザムザザー
『SEED DESTINY』以降に登場。アドゥカーフ・メカノインダストリー社が開発した大型試作MA。
CE73～74年のMA群はMSの長所も取り入れた機体として開発されている。これら新型MAの配備はウィンダム等の新型MSと並行して行われる結果となったが、これには兵器単独での性能追及に加え、連合軍上層部においてザフトが開発したMSを主力化する事に対する抵抗感があった事、さらには軍内部での企業間競争が要因であったとされている。
同時代の連合製MAの特色として、出力と兵装の搭載スペースを確保するため機体は大型化している。本機はクローや多彩な装備による攻撃力を持ち、陽電子リフレクターの装備によって戦艦の主砲さえも防ぎきる高い防御力を獲得。また、飛行能力を有し、水中や宇宙での活動も可能。さらにはMS並の機動性さえ有する。
MS部隊を相手に一騎当千が可能な戦力をも発揮するが、制御系統の複雑さから機長、操縦士、砲撃手の三人乗りとなっている。

###### 武装（ザムザザー）
M534 複列位相エネルギー砲「ガムザートフ」
四本の脚に装備されている大型ビーム砲。カラミティ等に装備された「スキュラ」の改良型で、本機に装備されている射撃兵装の中で最高の威力を誇る。高威力でありながら連射性能にも優れ、牽制用にも用いられる。エネルギーを広角に飛ばすことで、一度の掃射で複数機のMSを破壊する。
GAU111 単装砲
四本の脚に装備されている。イージス艦の主砲並みの威力を持つ。「ガムザートフ」と発射方向は同じだが、さらに上方向への射角の変更が可能。
75mm対空自動バルカン砲塔システム「イーゲルシュテルン」
四本の脚に装備されている実弾兵器。一脚につき4基の砲塔を有し、全方位に弾幕を張る事で近接防御や敵機の接近を防ぐ事が出来る。
Mk79 低圧砲
機体両側面に装備されている実弾兵器。通常の火器とは違い弾丸を発射する際に減圧ガスを用いることで火砲の軽量化に成功している。
XM518 超振動クラッシャー「ヴァシリエフ」
M534 複列位相エネルギー砲「ガムザートフ」と入れ替わる形で出現する、接近戦専用装備。大型のクローを高周波振動で赤熱・高温化させ、捕獲したMSを振動と熱の力で破断する。劇中ではフェイズシフトダウンした状態のインパルスの脚部をもぎ取って見せた。
陽電子リフレクタービームシールド「シュナイドシュッツSX1021」
機体の上部に装備されているビームシールド。上部の3基の突起から電磁的なバリアを形成させ、ビーム砲や実体弾、さらには陽電子砲すら無効化させる。リフレクターの搭載位置は機体上面に限定されている為、防御時は極端な前傾姿勢を取る必要がある。「機動戦士ガンダムSEED DESTINY」第45話では発生機の一つでも破壊されるとリフレクターの形成は不可能となる弱点が見られた。ドイツ語で「勇敢なる盾」の名を持つ装備

###### 劇中の活躍
兵器の大きさとして艦艇の内部に入りきらないので甲板上から直接出撃した。
オーブ連合首長国近郊の戦闘において、ミネルバが発射した陽電子破砕砲タンホイザーを陽電子リフレクターにより防御している。インパルスとの戦いでは、有効な損傷を受けず戦闘を進めインパルスの片足をクローによって破壊するが、SEEDの覚醒したシン・アスカによってビームサーベルでコクピットを突かれ、撃破された。レクイエム攻防戦においてダイダロス基地、レクイエムステーションの守備隊として数機が戦闘に参加した。イザーク・ジュールのグフイグナイテッド、ディアッカ・エルスマンのザクファントムと交戦となり、陽電子リフレクターの発生装置を破壊され、至近距離からの攻撃により撃墜された。ミネルバ隊のデスティニーとレジェンドとの戦いでは、機体上部からのビームを陽電子リフレクターで防いだ直後、下方から大型ドラグーンに機体を貫かれて撃破された。メサイア攻防戦では、オーブ軍と合流した連合軍有志によって少数が実戦参加し、ゲルズゲーと共にオーブ艦隊の防衛に貢献した。

##### ゲルズゲー
アドゥカーフ・メカノインダストリー社が開発した拠点防衛用試作型MA。ストライクダガーの上半身をセンサー兼自衛兵装ユニットとして流用しており、下半身は昆虫のような外観を持つ。6脚の安定性を活かし、山岳地帯等の不整地において高い踏破性を有するが、移動速度自体は通常のMSに遠く及ばない。よって通常は底部スラスターによるホバー飛行を行う。従来のMA同様、近接戦闘時の脆弱さが欠点であるが、基本的に護衛MSを伴わぬ単独行動は考慮されていないため、大きな問題とはなっていない。大戦後期には少数が量産され、実戦に投入された。
また、ザムザザーと同様に機体が大型化した事により制御が複雑化したため、操縦には機長・操縦手・砲手の計3名を必要とする。火力は従来のMSと大差は無いが、両肩部装甲上に装着された陽電子リフレクター発生装置によりビーム兵器に対して鉄壁の防御力を誇る。

###### 武装（ゲルズゲー）
75mm対空自動バルカン砲塔システム「イーゲルシュテルン」
地球連合軍のMSの多くに装備されている牽制用の実弾兵器。ストライクダガーの頭部である為、両側頭部に装備されておらず、左側頭部の1基のみ。
M7045/F7 ビームライフル
ストライクダガーの基準装備であるビームライフルの改良型。上半身のマニピュレーターで保持している為に通常のMS同様に取り回しに優れる。
GMA628 ビーム砲
下半身前脚部先端に装備されているビーム砲であり、ビームライフルと並ぶ本機の主兵装。機体の姿勢制御は後部四脚で可能な為、脚ではあるが事実上腕として機能も有し、攻撃範囲は広かった。また、脚部全体がクローとしての機能を有し、先端は鋭衝武器として砲台や戦車を破壊する際に使用された。
Mk61 2連装125mm滑腔砲
下半身背後に装備されている実弾兵器。口径が大きく戦艦の主砲並みの威力を誇る。機体の後水平方向からほぼ真上までの射角を持っているが、左右への射角はない。背後から接近する機体に対して使用された。
陽電子リフレクタービームシールド「シュナイドシュッツSX1021」
上半身両肩部及び下半身中央の3基の発振機から形成されるビームシールド。拠点防衛を主眼として作製された本機はシールドの発生を迅速に行う必要がある為、ザムザザーの様に極端な前傾姿勢を取る事なく、通常姿勢のまま使用できる様に発振機の位置が配置された。その結果、姿勢変更を伴わずに攻守の切り替えができ、反撃に効率よく移れる事で本機の性能向上にもつながった。飛行形態でも使用可能。

###### 劇中の活躍
ガルナハン基地の陽電子砲台防衛のため配備されたが、ミネルバの増援を加えたラドル隊の奇策によって砲台は陥落、本機もセイバーに両腕を切断され行動不能となった。レクイエム攻防戦において、ダイダロス基地に配備されていた数機のゲルズゲーが、ミネルバの陽電子砲タンホイザーを防いだ。その後、1機がデスティニーに撃墜され、レクイエム施設内部への侵入を許している。『DESTINY ASTRAY』では、アドゥカーフ社を取材していたジェス・リブルの護衛に当たっていたカナード・パルスのドレッドノートイータと同社施設内で交戦し、完膚無きまでに破壊されている。

### 量産機

#### 量産型MA

##### メビウス
- TS-MA2 メビウス

##### ミストラル
連合宇宙軍の汎用MA。型式番号はMAW-01。作業用アームと2門の機関砲を装備する。C.E.70年6月1日以降、メビウスにその座を譲るまでは主力機として使用されていた。アークエンジェルにも、6機搭載されていた。
機体上部と下部はマグネットによって連結され、任意で脱着可能となっている。上部は作業用ポッドとなり、武装が施されている下部は物資運搬用トレーラーとしても使用出来る。トレーラー部を緊急医療施設に改良したレスキュー仕様機も作成された。

##### ユークリッド
『SEED DESTINY』以降に登場。ザムザザーとゲルズゲーを雛型に開発された汎用主力MA。前型のMAと比較し、陽電子リフレクターのような最新装備を施しながらも旧来の連合製MAに近い構成をとる。火力と機動性を両立した機体で、大出力スラスターによって大気圏内外での高機動とホバー飛行が可能。地球連合軍最高司令部ヘブンズベースや月面ダイダロス基地など地上、宇宙の各基地に配備された。2連装ビーム砲をはじめ火力が充実している。

###### 武装（ユークリッド）
M551 52mm7連装ガトリング機関砲
機体前面に装備されている。連射性能と威力を兼ね備えており、MSを撃墜可能。
M464 高エネルギービーム砲「デグチャレフ」
機首両側に装備されている大型ビーム砲。一基で複数のMSを破壊できる威力を有す。
陽電子リフレクタービームシールド「シュナイドシュッツSX1021」
機体前面に配置されているビームシールド。ザムザザーやゲルズゲーとは違い発振機は2基であり、機体前面の装甲のカバーが開いて展開される。

###### 備考
デザインを担当した山根公利は自著において、エグザスの流れを汲むモビルアーマーというイメージでデザインしたと語っている。

##### 作中の活躍
『機動戦士ガンダムSEED DESTINY ASTRAY R』では人工知能を搭載した無人機が登場するも、暴走した後に撃破されている。